# San Leo Bastia
San Leo Bastia è una frazione del comune di Città di Castello (PG).
Situata a breve distanza dal confine con la Toscana, la piccola frazione si trova ad un'altezza di 320 m s.l.m. e conta 521 abitanti (dati parrocchia, 2014).

## Storia
Antico possedimento dei Marchesi di Collevecchio sin da prima del 1000, San Leo faceva parte della vallata di Pierle, compresa nel feudo dei marchesi del Monte Santa Maria Tiberina.
È storicamente provato che la dinastia dei marchesi ebbe origine in questa valle, dove a Collevecchio possedevano un castello per cui il loro primo titolo fu di marchesi del Colle. Il castello di Collevecchio venne distrutto dai fuoriusciti guelfi da Città di Castello, intorno al 1269, il marchese di allora Oddone, eresse un altro castello a San Biagio a Colle.
Nel XIV secolo, pestilenze, carestie e saccheggi ad opera di compagnie di ventura misero a dura prova l'esistenza del villaggio.
Nel 1416, Braccio da Montone rase al suolo il Castello di Collevecchio e terminò la prima dinastia dei marchesi; il territorio passò allora sotto l'ala protettrice del marchesato di Petriolo e Petrelle.
Oggi al posto del Castello di Collevecchio si trova una sorta di montagnola che internamente ne conserva i resti. San Biagio a Colle mantiene ancora una bellissima torre e l'antico borgo con la piccola Chiesa annessa, oggi l'intero complesso è dichiarata dimora storica di pregio. Nella vallata di San Leo Bastia esistono altre due torri realizzate dai marchesi del Colle: la torre della Bastia e la torre di San Lorenzo costruite come torri di avvistamento e di difesa dei possedimenti rimasti, dopo aver perso nel tempo quelli della vallata di Pierle.
Il paese si chiamava San Leone di Cerbognano o in Carbognano come risulta dal pergameno vescovile del 1499, nelle memorie ecclesiastiche di Città di Castello il Muzi (autore dell'opera) lo cita nei due modi, forse è un errore di stampa. Si propende a pensare che San Leone in Carbognano fosse la esatta dicitura in quanto nella vallata, ricca di boschi, gli abitanti di questi luoghi per lo più facevano i carbonai.
Durante il XVIII secolo, con la caduta del Marchesato di Monte Santa Maria Tiberina e l'occupazione francese, San Leo divenne rifugio di renitenti alla leva e di briganti, per via della sua prossimità al confine e per le vaste aree boschive.
A San Leo visse il garibaldino Benedetto Salvatori, ciabattino.
La parrocchia di San Leone è di antica istituzione, nel 1229 il vescovo in visita pastorale nella zona, tra gli altri, trovò presente anche il rettore di San Leone, pieve, in quel periodo storico, sicuramente meno importante di quelle di San Cristoforo e San Biagio a Colle. Le continue lotte e il declino sempre più marcato dei marchesi del Colle nella vallata, resero possibile lo spostamento degli abitanti del luogo nelle vicinanze della chiesa di San Leone dove furono costruiti i borghi di, le Gioncaie, Colcello, Campersalle e Canalecchia. In questo ultimo luogo sopra un architrave di una porta è incisa la data del 1472.
Dopo il concilio di Trento le parrocchie di San Cristoforo e San Biagio a Colle, ormai decentrate, furono annesse a quella di San Leone in Carbognano, avendo accresciuto la sua importanza nella vallata. Questa chiesa venne ristrutturata e ampliata intorno al 1620, La compagnia del SS.mo Nome di Dio disponeva di una cappella all'interno della medesima dove era esposto il quadro dello Sguazzino (pittore tifernate) raffigurante la circoncisione di Gesù. Un altro quadro era esposto sopra l'altare maggiore e raffigurante la Madonna nella parte superiore e in basso San Leone Magno, San Carlo, Sant'Antonio Abate e San Sebastiano in venerazione. Ambedue le opere del 600 di notevole fattura ed importanza, ora sono collocate nella nuova Chiesa di San Leo Bastia insieme alla pala di altare della chiesa di Leoncini e un altro dipinto donato alla parrocchia dal parroco Don Aldo Viti quale omaggio alla gente del paese. La nuova Chiesa inaugurata nel 1961, costruita per volontà dell'allora parroco Don Torquato Sergenti, contiene inoltre affreschi del pittore tifernate Albi Bacchini, raffiguranti, la Madonna della neve San Cristoforo e San Leone Magno a ricordo delle antiche pievi del circondario, infine nel fonte battesimale un affresco sul battesimo di Gesù sempre di Albi Bacchini. La Compagnia del SS.mo Nome di Dio risale al 1620, il suo vero nome è “del SS.mo Nome di Gesù” come si legge nell'atto istitutivo. La Confraternita (Compagnia) è ancora operante, ha dei beni in proprietà che gestisce dandoli in affitto, il ricavato annuale è devoluto in beneficenza; nell'atto costitutivo gli articoli che lo formano parlano del comportamento che i fratelli iscritti devono tenere nei confronti dei fratelli e dell'altro in genere. Il 1º gennaio di ogni anno si tiene l'Assemblea della confraternita per il rendiconto annuale, le iscrizioni e la consegna a tutti fratelli del panetto, che ogni famiglia utilizza a pranzo accompagnato con affettati e un buon bicchiere di vino. La confraternita, il giorno del Corpus Domini, partecipa alla processione portando lo stendardo le bandiere ed il baldacchino. Esiste anche la Confraternita femminile dedicata alla Madonna denominata “Maria SS.ma addolorata” lo stendardo raffigurante la Madonna ricorda come impostazione iconografica la Madonna di Guadalupe. Questa confraternita femminile trae origine, con ogni probabilità, dalla fraternita intitolata a Santa Maria all'Olmo, piccola chiesa ubicata in collina in località Olmo, in questa era particolarmente venerata la Madonna del Rosario, notizia che si ricava da un lascito di Maddalena di Mattio del 24 ottobre 1704 “la scia eredi universali di ogni suo avere eccettuate le masserizie di casa la chiesa di San Leone della metà, è dell'altra metà la Madonna 
Santissima del Rosario posta nella chiesa dell'Olmo”. La chiesa è crollata negli anni 50. Una volta all'anno il parroco Don Virgilio Stagi celebrava la Messa in questa Chiesa e in quella di San Cristoforo.

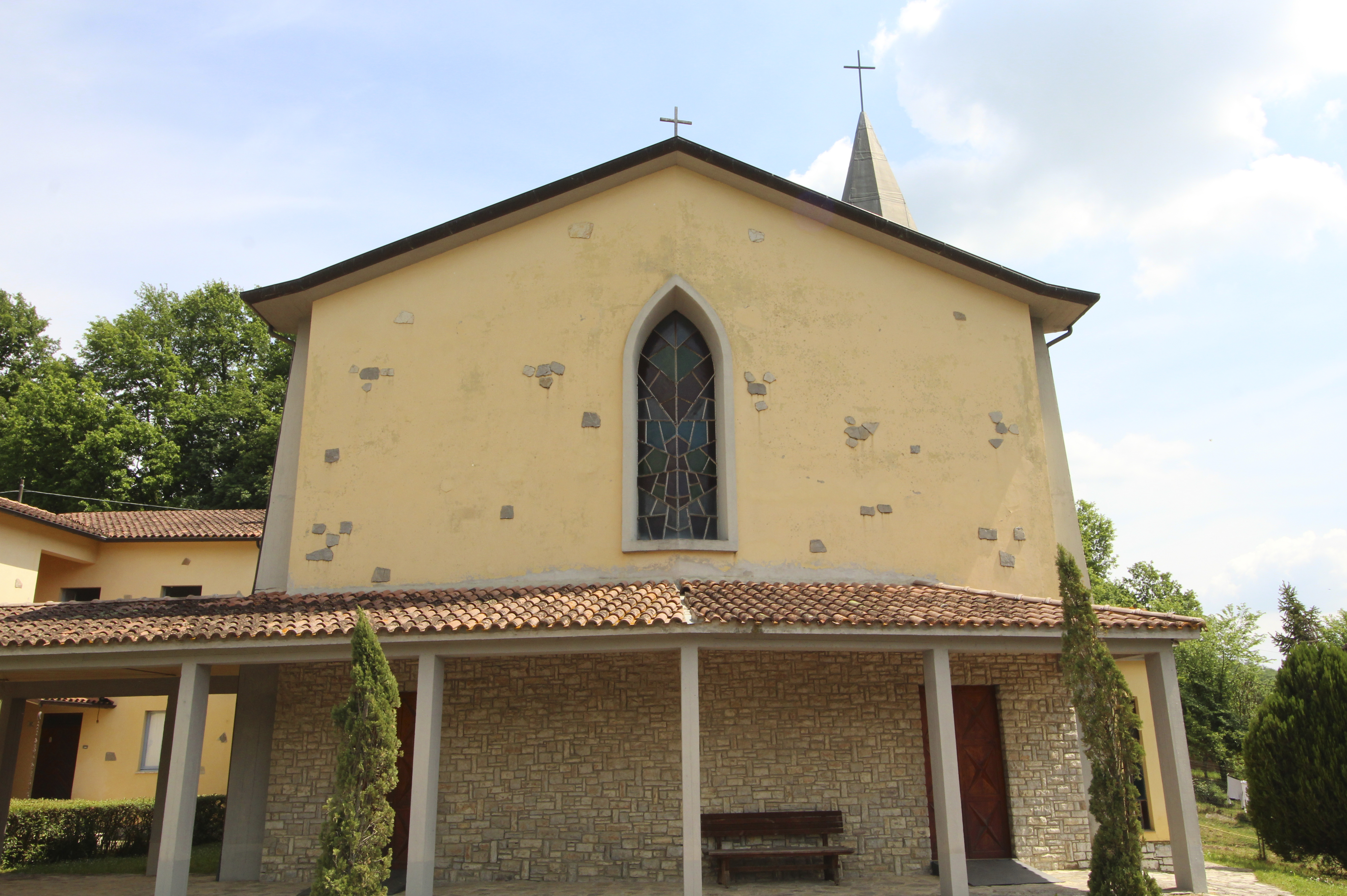
La chiesa di San Leo Magno

Nel dopo guerra inizia come in tutta Italia l'età moderna a San Leo Bastia, tutto comincia a cambiare nel 1959 anno dell'arrivo della luce elettrica soltanto lungo la provinciale Umbro-Cortonese, inizia un periodo di crescita e sviluppo del paese lungo questa direttrice così come lo vediamo oggi; gli antichi borghi e le case isolate vengono abbandonate anche a causa dello spopolamento delle campagne, in particolare giovani e famiglie di contadini, per raggiungere soprattutto la Francia, Roma e Firenze. Le case isolate dagli anni 80 sono ritornate a vivere con la nascita del fenomeno dell'arrivo degli stranieri, nella vallata è numerosa la comunità straniera in particolare Inglesi e Tedeschi. Nel 1959 iniziano anche i lavori per costruire la nuova Chiesa e la Scuola inaugurate nel 1961.
Nello stesso periodo venne fondata la società sportiva Turris ancora oggi attiva, iniziò partecipando al campionato del centro sportivo italiano, proseguendo un percorso che l'ha vista raggiungere negli anni 90 la prima categoria umbra.

## Economia
Negli ultimi anni del XX secolo, lo sviluppo economico ha visto protagonista l'agriturismo e l'insediamento di parecchi cittadini stranieri, specialmente provenienti dai paesi anglosassoni.

## Tradizioni e Manifestazioni
Ogni anno si svolgono le seguenti manifestazioni:
La Sagra del Tartufo (luglio); Anno di nascita 2014.
La Sagra del Fungo (oggi Campagna in Festa, settembre); Anno di nascita 1972.
Il Torneo di Calcio a 7 (giugno). Anno di nascita 2001, organizzato dai ragazzi del paese, ormai appuntamento fisso delle estati sanleesi.
Il Palio delle Torri (settembre). Anno di nascita 2015, anch'esso organizzato dai ragazzi del paese.
La Mascherata di Carnevale (febbraio). È la manifestazione più antica del paese, realizzata per il giovedì grasso e per il martedì di carnevale, dagli anni 70, la sua esibizione avviene nell'ultima domenica di carnevale. La memoria dei più anziani del paese parla di una giornata molto attesa, la più emozionante dell'anno. La mascherata segue un singolare rituale, si sposta a piedi di casa in casa per tutta la vallata, i personaggi principali sono sempre gli stessi, rappresentando in modo scherzoso l'eterna lotta tra il bene ed il male in un insieme variegato di personaggi della vita reale. Il pagliaccio guida il corteo a passo di danza, con la scopa pulisce il percorso, lo seguono coppie di sposi che ballano al suono della fisarmonica, coppie di vecchi, lui con la gobba lei con la rocca per filare la lana, raccontano storie
di vita vissuta e buffonate cadendo a terra o nelle scarpate lungo il percorso. Completano la sfilata il diavolo con corna, forcone e campanacci, il prete con acqua santa accompagnato da due chirichetti, il boia di tutto punto armato, i carabinieri, il dottore e i portantini, il fotografo... Quando le maschere raggiungono un gruppo di case, trovano a salutarle con tanta gente, castagnole e vino a volontà. È nell'aia prospiciente la casa, o il caseggiato, che si svolge il quadro centrale della mascherata che si ripropone in tutte le occasioni uguale: il boia spara al pagliaccio che cade a terra, il diavolo corre verso il pagliaccio per prendersi il corpo, arriva il prete di corsa con l'acqua santa e scaccia il diavolo, nel frattempo i carabinieri inseguono il boia, lo prendono e lo arrestano, il diavolo incontenibile si vendica con ogni sorta di dispetti, il dottore e gli infermieri soccorrono il pagliaccio che poco dopo si rialza ed il fotografo immortala il tutto dileggiando il pubblico con foto che sparano acqua verso gli ignari spettatori. Rifocillati, il corteo riparte fino ad incontrare un altro caseggiato e ripropone la stessa scena sempre uguale ma anche diversa secondo l'improvvisazione degli interpreti.
Teatro dialettale (dicembre)
Il teatro a San Leo Bastia inizia negli anni 50; prima della costruzione della sala parrocchiale adibita anche a teatro, si svolgeva in un piccolo locale a fianco alla scuola, edificio di proprietà privata, dove gli attori si esibivano. Oggi è sede di un'officina meccanica dove è possibile notare il rialzo del pavimento in fondo al locale destinato a palco. Nel 1978 si struttura, costituendosi in associazione, così come è arrivato ai nostri giorni, il gruppo teatrale si caratterizza per il fatto che le commedie dialettali rappresentate sono scritte da loro stessi, oltre che in paese le commedie sono rappresentate in vari teatri della valle del Tevere. Il gruppo teatrale per due volte è stato ospite del consolato italiano a Nizza alla presenza dei numerosi umbri che vivono in Costa Azzurra.

## La Pro Loco
La Pro loco a San Leo nasce nel 1972 per volontà di un gruppo di volenterosi con a capo Alfonso Caracchini ”Nini” per tutti. Nello stesso anno organizza la prima “Sagra del fungo” proponendo le tipiche ricette locali del fungo porcino. La manifestazione cresce negli anni fino a diventare veicolo di promozione del paese insieme alla tradizionale mascherata. La Pro loco nel 1977 realizza il monumento ai caduti per iniziativa di un gruppo di reduci e per volontà di tutta la popolazione, struttura architettonica che indica i valori inderogabili di un vivere civile, senza il lavoro la giustizia la libertà e la pace si dovranno sempre innalzare monumenti ai caduti. Nei primi anni 90 è stato acquistato il terreno per la realizzazione del nuovo stadio, con il contributo importante del comune di Città di Castello e con il volontariato del paese; insieme al monumento ai caduti, è l'opera più importante realizzata dalla Pro loco.
Infine se volete scoprire le qualità dei nostri prodotti tipici locali cucinati magistralmente dalle nostre brave cuoche non mancano occasioni durante l'estate per farlo, la SAGRA del TARTUFO nero estivo e CAMPAGNA in FESTA con piatti tipici a base di funghi porcini sono i nostri due appuntamenti di eccellenza che rendono piacevole un breve soggiorno a San Leo Bastia.
			I cenni storici sono tratti dal libro di Enzo Bucci “SAN LEONE in BASTIA” del 1987 e da “SAN LEO BASTIA” entrambi editi a cura della PRO LOCO.

## Monumenti e luoghi d'arte
- Torre di San Biagio a Colle
- Torre della Bastia (XIII secolo);
- Torre di San Lorenzo
- Monumento ai caduti.

## Sport
- Polisportiva Turris (calcio, pallavolo, atletica leggera, scherma)
- Amatori San Leo (ad oggi l'unica squadra del paese, milita nel campionato FIGC Amatori della sezione di Città di Castello)